# 회른리 산장

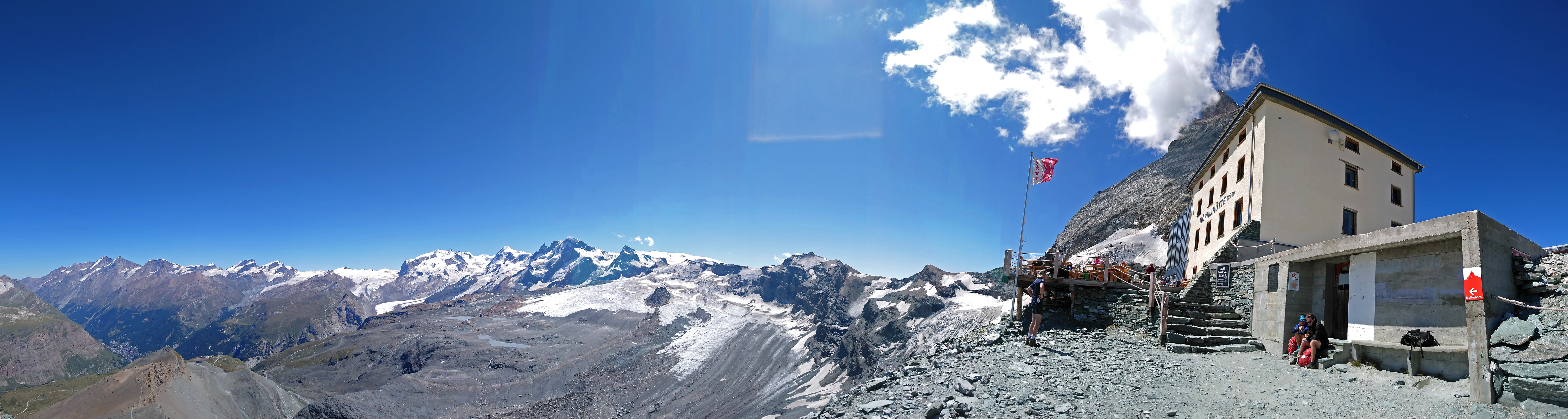
회른리 산장

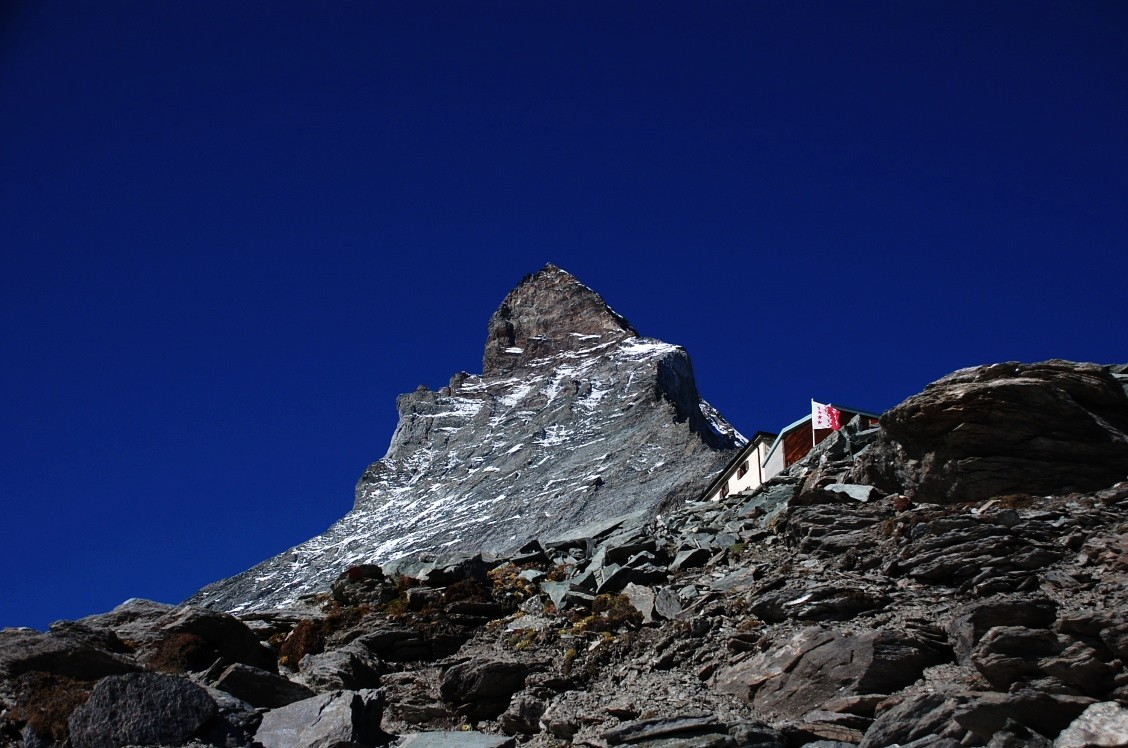
마터호른의 회른리 능선 아래

회른리 산장(Hörnlihütte)은 마테호른의 북동쪽 능선(회른리 능선) 기슭에 위치한 산장이다. 그것은 해발 3,260m에 위치하고 있으며, 스위스 발레주의 체르마트에서 남서쪽으로 몇 km 떨어져 있다. 베르크하우스 마테호른(Berghaus Matterhorn)이라고도 한다.
최초의 회른리 산장은 1880년 스위스 알파인 클럽에 의해 지어졌으며 17개의 침대가 있었다. 그 이후로 여러 번 확장되고 재건되었다. 1911년에 체르마트 시정촌은 벨베데르 호텔(Berghaus Matterhorn) 바로 옆에 산장을 지었다. 둘 다 1987년에 병합되어 지자체에서 관리했으며 1982년 마지막 개조 이후 170개의 침대를 제공했다. 2013년부터 2015년까지 벨베데레(Belvédère)는 개조되었으며, 새로운 증축 건물이 지어졌다. 원래의 회른리 산장은 철거되었다.
새 산장은 2015년 7월 14일 첫 등정 150주년 기념일에 문을 열었다. 그것은 130개의 침대(총 34개의 8인, 6인, 4인 및 2인용 객실)와 확장된 주방, 샤워 시설과 태양 에너지 전기를 갖춘 현대화된 위생 시설을 제공한다. 산장 주변의 야영은 금지되어 있으며 식량이 제한된 겨울 방이 있다. 여러 경로의 과밀화가 문제가 되었고 가이드와 지방 당국은 숫자를 규제하는 방법에 대해 고심하고 있다. 새로운 회른리 산장은 유럽에서 처음으로 침대 수를 의도적으로 제한한 산악 쉼터가 되었다.
산장은 등산객이 접근할 수 있다. 슈바르츠제(또는 체르마트에서) 케이블카 정류장에서 표시된 흔적은 능선으로 이어진 다음 산장으로 이어진다. 일반 루트로 마테호른을 오를 때 사용한다. 솔바이 산장(Solvay Hut)도 같은 능선에 더 높지만, 비상시에만 사용할 수 있다.